# Dante M. Caputo

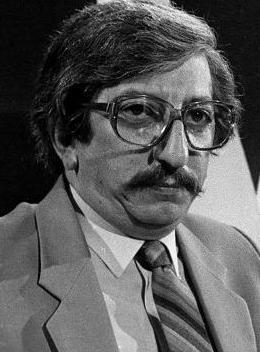
Dante Caputo 1984

Dante Mario Caputo (* 25. November 1943 in Buenos Aires; † 20. Juni 2018 in Buenos Aires) war ein argentinischer Politiker.

## Leben
Dante Caputo studierte in Boston und promovierte in Paris. Von 1968 bis 1972 war er Dozent für politische Soziologie und öffentliche Verwaltung an Universitäten in Buenos Aires. Seit 1972 beschäftigte er sich mit Problemen der Demokratisierung und Verwaltungsreform und nahm auch Berateraufgaben in Frankreich und den USA wahr.
Von 1983 bis 1989 war er Außenminister von Argentinien und gleichzeitig Berater von Präsident Raúl Alfonsín. Während seiner Amtszeit wurde er zum Präsidenten der 43. UN-Generalversammlung gewählt und nahm von 1988 bis 1989 dieses Amt wahr. 1989 und 1997 wurde er außerdem jeweils für eine Amtszeit als Abgeordneter in den Nationalkongress gewählt. In seiner ersten Amtszeit vertrat er die Unión Cívica Radical, danach die Frente País Solidario.
Dante Caputo war verheiratet und hatte drei Kinder.